# شهرداری وانی
شهرداری وانی (گرجی: ვანის მუნიციპალიტეტი) یکی از شهرداری‌های گرجستان در استان ایمرتی است. مرکز اداری آن وانی است.
جمعیت: ۳۴۴۶۴ (سرشماری ۲۰۰۲)
مساحت: ۵۵۷ کیلومتر مربع